# Скрипников, Юрий Георгиевич
Юрий Георгиевич Скрипников (14 сентября 1931, Арыс, Чимкентская область, Казакская АССР, РСФСР — 24 февраля 2015, Мичуринск, Тамбовская область, Российская Федерация) — советский и российский учёный и педагог, доктор сельскохозяйственных наук, профессор, заслуженный работник высшей школы Российской Федерации.

## Биография
Родился в семье рабочего. В 1954 г. окончил Плодоовощной институт им. И. В. Мичурина. В 1959 г. защитил диссертацию на соискание ученой степени кандидата сельскохозяйственных наук на тему «Селекция биохимии тыквы Центрально-Чернозёмной зоны СССР», доктор сельскохозяйственных наук (1996), профессор (1989).
- 1954—1957 гг. — ассистент кафедры,
- 1957—1959 гг. — ассистент кафедры обвощеводства,
- 1959—1983 гг. — доцент кафедры овощеводства
- 1970—1973 гг. — проектор по учебной и научной работе,
- 1974—1983 гг. — проректор по учебной работе,
- 1983—2004 гг. — заведующий кафедрой физиологии растений и хранения сельскохозяйственных продуктов Плодоовощного института,
- 2004—2006 гг. — заместитель директора Технологического института Мичуринского государственного аграрного университета,
- 2004—2009 гг. — заведующий кафедрой технологии хранения и переработки продукции растениеводства Мичуринского государственного аграрного университета.

С 2009 г. — профессор кафедры технологии хранения и переработки продукции растениеводства Мичуринского государственного аграрного университета.
Автор 110 научных трудов, в том числе 10 учебников. Среди них: «Производство плодово-ягодных вин и соков» (М.. 1983), «Оборудование предприятий по хранению и переработке плодов и овощей» (М., 1993).

## Награды и звания
Почетный работник высшего образования Российской Федерации (1997), заслуженный работник высшей школы Российской Федерации (2000) медаль ордена «За заслуги перед Отечеством» II степени (2007).